# Priwolnoje (Stawropol, Krasnogwardeiski)
Priwolnoje (russisch Привольное) ist ein Dorf (Selo) mit 3350 Einwohnern (Stand 14. Oktober 2010) in der Region Stawropol in Russland.

## Geographie

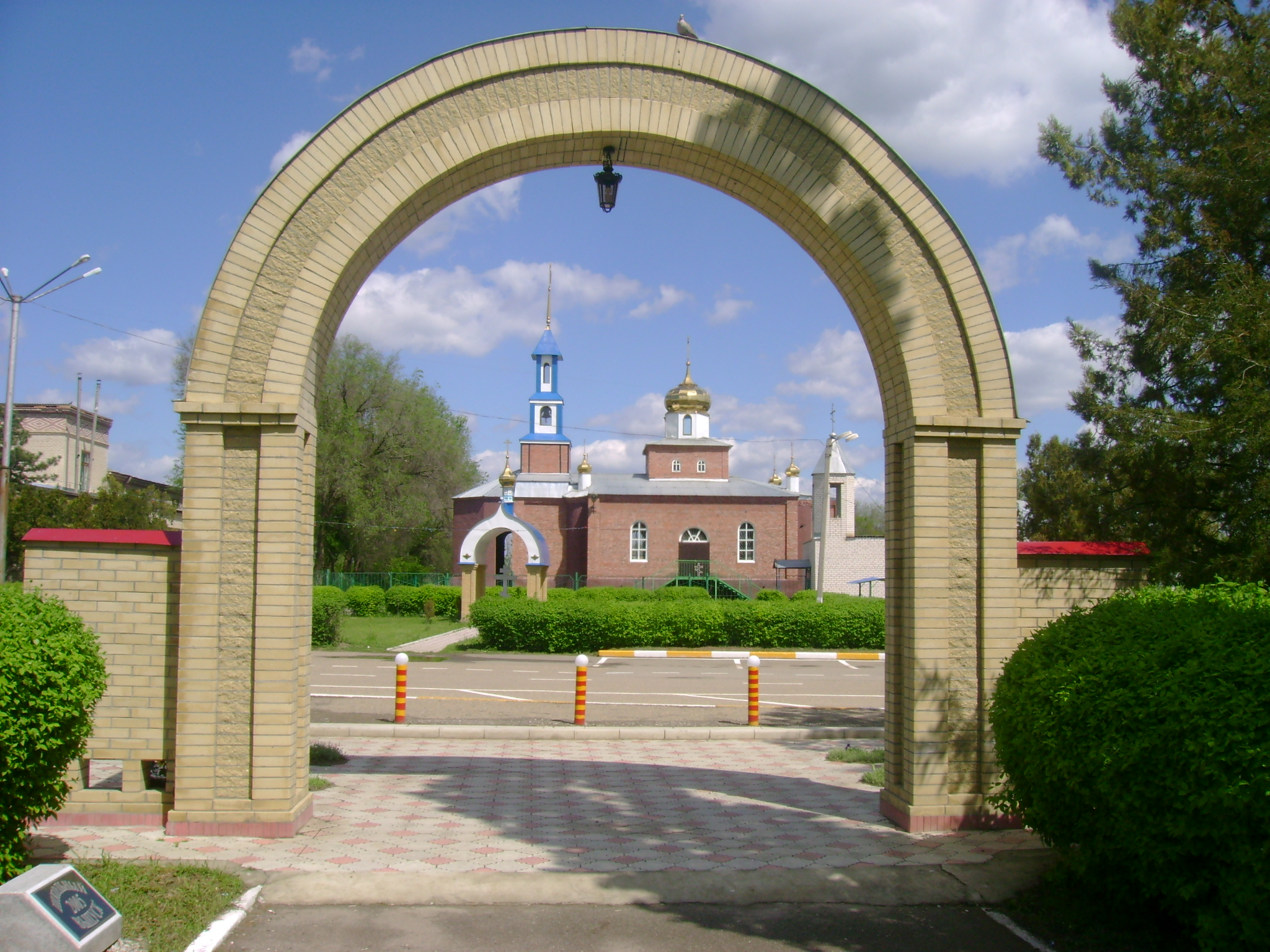
Orthodoxe Kirche der Gottesmutter von Kasan in Priwolnoje (2007)

Der Ort liegt in der Steppenlandschaft des nördlichen Kaukasusvorlands zu beiden Seiten des Flusses Jegorlyk, knapp unterhalb der Einmündung seines linken Nebenflusses Kalaly. Vom Regionsverwaltungszentrum Stawropol ist Priwolnoje gut 100 km Luftlinie in nordwestlicher Richtung entfernt. Unmittelbar nördlich verläuft die Grenze zur benachbarten Oblast Rostow, etwa 10 km westlich die Grenze zur Region Krasnodar.
Priwolnoje gehört zum Rajon Krasnogwardeiski, dessen Zentrum Krasnogwardeiskoje sich knapp 20 km ostsüdöstlich, ebenfalls am linken Ufer des Jegorlyk befindet. Priwolnoje bildet die Landgemeinde (selskoje posselenije) Priwolnenski selsowet, zu der außer dem Dorf noch der 6 km südöstlich am linken Jegorlykufer gelegene Weiler (chutor) Bogomolow mit ca. 160 Einwohnern gehört.

## Geschichte
Das Dorf geht auf den in den 1830er-Jahren am rechten Ufer des Jegorlyk entstandenen Weiler Sorokin (auch Sarokin oder Surotschin) zurück, möglicherweise eine Aussiedlung des Ende des 18. Jahrhunderts gegründeten und heute nicht mehr existierenden Dorfes Kalalowka (ursprünglich auch Westoslawskoje oder Kalaly). 1848 wurde der Ort unter seinem heutigen Namen – teils auch in der Form Priwolje – selbständiges Dorf (von einem russischen Wort für frei, aber auch weitläufig, vermutlich in Bezug auf die von den Siedlern dort vorgefundenen Ländereien), 1853 wurde eine Kirche errichtet.  Auf Grund der Lage am „Großen Tscherkassker Trakt“, Teil der Postverbindung zwischen Moskau und Stawropol, entwickelte sich das im 19. Jahrhundert vorwiegend von „Kleinrussen“ (Ukrainern) bewohnte Dorf wirtschaftlich gut. 1894 hatte es 4441 Einwohner, zwei Schulen, eine Apotheke, 22 Handelseinrichtungen, 13 Mühlen und „kleine Fabriken“.
Ursprünglich nur am rechten Ufer des Jegorlyk gelegen, breitete sich das Dorf auch am anderen Ufer aus, wo sich heute der zentrale Teil befindet. Administrativ gehörte es anfangs zum Ujesd Stawropol des gleichnamigen Gouvernements, ab 1872 zu dessen neu geschaffenem Ujesd Medweschje (ursprünglicher Name des heutigen Krasnogwardeiskoje). Im Rahmen der sowjetischen Verwaltungsreform kam Priwolnoje 1924 zum Rajon Medweschje, der ab 1935 Jewdokimowski und ab 1939 Molotowski hieß, bis er schließlich 1957 den heutigen Namen Krasnogwardeiski (von Krasnaja Gwardija, Rote Garde) erhielt.
Im Zweiten Weltkrieg war Priwolnoje von August 1942 bis Januar 1943 von der deutschen Wehrmacht besetzt.

### Bevölkerungsentwicklung
| Jahr | Einwohner |
| ---- | --------- |
| 1894 | 4441      |
| 1989 | 3285      |
| 2002 | 3491      |
| 2010 | 3350      |

Anmerkung: ab 2002 Volkszählungsdaten
In der ersten Hälfte des 20. Jahrhunderts sank die Einwohnerzahl unter die Marke von 3000, die erst wieder in den 1980er-Jahren überschritten wurde.

## Kultur und Sehenswürdigkeiten
Im Ort gibt es zwei Kulturhäuser. Zwischen 2000 und 2006 wurde eine neue Kirche der Gottesmutter von Kasan errichtet, die die ursprüngliche, gleichnamige, nicht mehr existierende Dorfkirche von 1853 ersetzt.

## Wirtschaft und Infrastruktur
In Priwolnoje gibt es Betriebe zur Erzeugung und Verarbeitung landwirtschaftlicher Produkte, außerdem eine Pumpstation an einer Erdgaspipeline. Durch den Ort verläuft die Regionalstraße R269, die Bataisk unweit von Rostow am Don mit Stawropol verbindet.
Ab 1990 besaß der Ort auch einen Bahnhof (Stationsname Priwolnaja, nach anderen Angaben Priwolnoje-na-Jegorlyke) an der Ende der 1980er-Jahre errichteten Bahnstrecke von Pestschanokopskaja (zwischen Salsk und Belaja Glina) nach Peredowaja (bei Isobilny). Hauptanlass für den Bau der Strecke soll gewesen sein, dass der damalige sowjetische Staatschef Michail Gorbatschow aus Priwolnoje stammt; die Initiative zum Bau soll sogar von ihm selbst ausgegangen sein. Daher wurde die Strecke im Volksmund Gorbatschowka oder ironisch Gorbatschows BAM genannt. Bereits Ende der 1990er-Jahre wurde der auch infolge des Niedergangs der russischen Wirtschaft defizitäre, an Priwolnoje vorbeiführende Teilabschnitt zwischen Pestschanokopskaja und Krasnogwardeiskoje (Station Krasnaja Gwardija) wieder stillgelegt und bald darauf abgebaut.

## Sohn des Ortes
- Michail Gorbatschow (1931–2022), sowjetischer Politiker, erster und letzter Staatspräsident der Sowjetunion